# Champlain (ancienne circonscription fédérale)
Pour les articles homonymes, voir Champlain.
Champlain était une circonscription électorale fédérale au Québec (Canada).
La circonscription se trouvait dans la région québécoise de la Mauricie. Elle était formée par la MRC de Les Chenaux, la MRC de Mékinac et l'ancienne MRC du Haut St-Maurice.

## Députés
| Législature                            | Années    | Député                   | Député                     | Parti                     |           |
| Champlain                              | Champlain | Champlain                | Champlain                  | Champlain                 | Champlain |
| -------------------------------------- | --------- | ------------------------ | -------------------------- | ------------------------- | --------- |
| 1e                                     | 1867-1872 |                          | John Jones Ross            | Conservateur              |           |
| 2e                                     | 1872-1874 |                          | John Jones Ross            | Conservateur              |           |
| 3e                                     | 1874-1878 | Hippolyte Montplaisir    | Libéral-Conservateur       |                           |           |
| 4e                                     | 1878-1882 | Hippolyte Montplaisir    | Libéral-Conservateur       |                           |           |
| 5e                                     | 1882-1887 | Hippolyte Montplaisir    | Libéral-Conservateur       |                           |           |
| 6e                                     | 1887-1891 | Hippolyte Montplaisir    | Libéral-Conservateur       |                           |           |
| 7e                                     | 1891-1896 | Onésime Carignan         | Conservateur               |                           |           |
| 8e                                     | 1896-1897 | François Arthur Marcotte | Conservateur               |                           |           |
| 8e                                     | 1897-1900 | François Arthur Marcotte | Conservateur               |                           |           |
| 9e                                     | 1900-1904 |                          | Jeffrey Alexandre Rousseau | Libéral                   |           |
| 10e                                    | 1904-1908 |                          | Jeffrey Alexandre Rousseau | Libéral                   |           |
| 11e                                    | 1908-1911 |                          | Pierre-Édouard Blondin     | Conservateur              |           |
| 12e                                    | 1911-1914 |                          | Pierre-Édouard Blondin     | Conservateur              |           |
| 12e                                    | 1914-1917 |                          | Pierre-Édouard Blondin     | Conservateur              |           |
| 13e                                    | 1917-1921 |                          | Arthur Lesieur Desaulniers | Libéral                   |           |
| 14e                                    | 1921-1925 |                          | Arthur Lesieur Desaulniers | Libéral                   |           |
| 15e                                    | 1925-1926 |                          | Arthur Lesieur Desaulniers | Libéral                   |           |
| 16e                                    | 1926-1930 |                          | Arthur Lesieur Desaulniers | Libéral                   |           |
| 17e                                    | 1930-1935 |                          | Jean-Louis Baribeau        | Conservateur              |           |
| 18e                                    | 1935-1940 |                          | Hervé-Edgar Brunelle       | Libéral                   |           |
| 19e                                    | 1940-1945 |                          | Hervé-Edgar Brunelle       | Libéral                   |           |
| 20e                                    | 1945-1949 |                          | Hervé-Edgar Brunelle       | Libéral                   |           |
| 21e                                    | 1949-1953 | Joseph Irénée Rochefort  |                            | Libéral                   |           |
| 22e                                    | 1953-1957 | Joseph Irénée Rochefort  |                            | Libéral                   |           |
| 23e                                    | 1957-1958 | Joseph Irénée Rochefort  |                            | Libéral                   |           |
| 24e                                    | 1958-1962 |                          | Paul Lahaye                | Progressiste-conservateur |           |
| 25e                                    | 1962-1963 |                          | Jean-Paul Matte            | Libéral                   |           |
| 26e                                    | 1963-1965 |                          | Jean-Paul Matte            | Libéral                   |           |
| 27e                                    | 1965-1968 |                          | Jean-Paul Matte            | Libéral                   |           |
| 28e                                    | 1968-1971 |                          | René Matte                 | Ralliement créditiste     |           |
| 28e                                    | 1971-1972 | Crédit social            | René Matte                 |                           |           |
| 29e                                    | 1972-1974 | Crédit social            | René Matte                 |                           |           |
| 30e                                    | 1974-1979 | Crédit social            | René Matte                 |                           |           |
| 31e                                    | 1979-1980 |                          | Michel Veillette           | Libéral                   |           |
| 32e                                    | 1980-1984 |                          | Michel Veillette           | Libéral                   |           |
| 33e                                    | 1984-1988 |                          | Michel Champagne           | Progressiste-conservateur |           |
| 34e                                    | 1988-1993 |                          | Michel Champagne           | Progressiste-conservateur |           |
| 35e                                    | 1993-1997 |                          | Réjean Lefebvre            | Bloc québécois            |           |
| 36e                                    | 1997-2000 |                          | Réjean Lefebvre            | Bloc québécois            |           |
| 37e                                    | 2000-2004 | Marcel Gagnon            |                            | Bloc québécois            |           |
| Dissoute parmi Saint-Maurice—Champlain |           |                          |                            |                           |           |